# Kościół św. Krzyża w Kościanie
Kościół pw. Świętego Krzyża w Kościanie – nieistniejący kościół rzymskokatolicki, który znajdował się w Kościanie w województwie wielkopolskim. Rozebrany w 1941 roku.

## Historia
W 1412 roku na kościańskim Przedmieściu Głogowskim wybudowano drewnianą kaplicę, która pełniła funkcję kaplicy przy szpitalu Świętego Krzyża dla trędowatych i chorych umysłowo. Zniszczona podczas potopu szwedzkiego w 1655 roku. Odbudowana w formie murowanej. Był to kościół w stylu gotyckim, z wystrojem barokowym. W czerwcu 1941 roku na rozkaz nazistowskiego starosty dr. Helmuta Liese zapadła decyzja o rozbiórce budowli. Cegłę z rozbiórki wykorzystano podczas budowy osiedla domków jednorodzinnych w Kościanie. Na miejscu kościoła ustawiono pamiątkowy krzyż. Budynek szpitala zachował się. 